# Amblystegium arvernense
Amblystegium arvernense är en bladmossart som beskrevs av Thériot in Tourret 1913. Amblystegium arvernense ingår i släktet Amblystegium och familjen Amblystegiaceae. Inga underarter finns listade i Catalogue of Life.